# Липавский, Ян
Ян Липавский или Липавски (чеш. Jan Lipavský; род. 2 июля 1985, Прага) — чешский аналитик, менеджер по информационным технологиям в банковской сфере и политик. С декабря 2021 года является Министром иностранных дел Чехии в правительстве Петра Фиалы. С 2017 по 2021 год был депутатом Палаты депутатов Парламента Чехии. Являлся членом Чешской пиратской партии.

## Ранняя жизнь и образование
Липавский родился 2 июля 1985 года в городе Прага, Чехословакия. В 2010 году получил степень бакалавра в области международных территориальных исследований Карлова университета в Праге. С 2007 по 2008 год учился в Кентском университете в Великобритании в рамках учебной программы Эразмус.
Работал в McKinsey & Company, Euro RSCG, Zoot, Total Solutions и MoroSystems. Был аналитиком и руководителем проектов в области информационных технологий в банковской сфере (например, торговля акциями, FX). Также имеет практический опыт в области маркетинга.
Живёт в районе Прага 6. Вместе с партнёршей воспитывает дочь. Его основные области интересов включают международную политику, европейскую политику и вопросы безопасности.

## Политическая карьера
С 2015 года является членом Чешской пиратской партии. Занимает также должности члена Республиканского комитета, Избирательного комитета и Департамента иностранных дел.
На парламентских выборах в 2017 году был избран депутатом Палаты депутатов от Пражского избирательного округа. На парламентских выборах в 2021 году баллотировался, однако избран не был.
C 2017 по 2021 год в Палате депутатов занимал должность заместителя председателя Комитета по иностранным делам, а также заместителя председателя комитета по обороне. Он также был членом подкомитета по обороне, кибербезопасности и политике безопасности и стратегическим концепциям Чехии, членом подкомитета по миграции и политике предоставления убежища и членом Постоянного комитета по военной разведке.
В ноябре 2021 года стал кандидатом Чешской пиратской партии на пост министра иностранных дел Чехии в формирующемся правительстве Петра Фиалы. 17 ноября 2021 года Президент Чехии Милош Земан выразил намерение не назначать его членом правительства из-за разногласий во внешней политике. Своё решение не назначать его в правительство он впервые подтвердил 10 декабря 2021 года, сославшись на разногласия и недостаточную квалификацию. Однако 13 декабря после встречи с назначенным премьер-министром Чехии Петром Фиалой Земан передумал и согласился назначить Липавского. В пятницу, 17 декабря 2021 года, Липавский был назначен министром иностранных дел Чехии.
10 октября 2023 года, был первым из западных политиков и министров, посетивших с дипломатическим визитом Государство Израиль, после нападения ХАМАС на Израиль.
1 октября 2024 года, Липавский объявил о выходе из Чешской пиратской партии в связи с несогласием с политикой партии и её резким выходом из правительства Петра Фиалы. Тот также официально предложил премьеру своё заявление об отставке, но по предложению премьер-министра согласился остаться в правительстве в качестве беспартийного.

## Награды
- Орден «За заслуги» І степени  (23 августа 2022 года, Украина) — за значительные личные заслуги в укреплении межгосударственного сотрудничества, поддержку государственного суверенитета и территориальной целостности Украины, весомый вклад в популяризацию Украинского государства в мире[23].
- Лауреат премии имени Сергея Магнитского в 2022 году (16 ноября 2022 года) — За выдающийся вклад в глобальное движение за справедливость Магнитского[24][25].